# Biggekerke
Biggekerke est un village appartenant à la commune néerlandaise de Veere, situé dans la province de la Zélande. Le 1er janvier 2007, le village comptait 904 habitants. Il est situé sur Walcheren.
Biggekerke était une commune indépendante jusqu'au 1er juillet 1966. À cette date, Biggekerke, Coudekerque et Zoutelande fusionnent et forment la nouvelle commune de Valkenisse.